# Comuna de Tryńcza
Tryńcza (polaco: Gmina Tryńcza) é uma gminy (comuna) na Polónia, na voivodia de Subcarpácia e no condado de Przeworski. A sede do condado é a cidade de Tryńcza.
De acordo com os censos de 2004, a comuna tem 8146 habitantes, com uma densidade 115,4 hab/km².

## Área
Estende-se por uma área de 70,56 km², incluindo:
- área agricola: 73%
- área florestal: 15%

## Demografia
Dados de 30 de Junho 2004:
|                      | Total   | Total | Mulheres | Mulheres | Homens  | Homens |
| -------------------- | ------- | ----- | -------- | -------- | ------- | ------ |
|                      | pessoas | %     | pessoas  | %        | pessoas | %      |
| População            | 8146    | 100   | 4070     | 50       | 4076    | 50     |
| Densidade (pop./km²) | 115,4   | 100   | 57,7     | 57,7     | 57,8    | 57,8   |

De acordo com dados de 2002, o rendimento médio per capita ascendia a 1350,28 zł.

## Comunas vizinhas
- Białobrzegi, Grodzisko Dolne, Jarosław, Leżajsk, Przeworsk, Sieniawa